# Berengarius (kopiist)
Berengarius ook Beringarius was een benedictijnermonnik waarschijnlijk afkomstig van de abdij van Saint-Denis, die in 870 samen met zijn broer Liuthardus de Codex aureus van St. Emmeram schreef in opdracht van Karel de Kale zoals blijkt uit de colofon op het einde van het boek.
Waarschijnlijk was Berengarius ook als miniaturist aan het handschrift werkzaam.
- Union List of Artist Names: 500057438
- Virtual International Authority File: 96063646